# Volg
La Fédération des coopératives agricoles de Suisse orientale, appelée en allemand Verband ostschweizerischer landwirtschaftlicher Genossenschaften (VOLG, stylisé Volg), est une fédération de coopératives agricoles suisses, transformée dès 1993 en une chaîne de magasins de proximité établie dans la partie germanophone de la Suisse. 
Implantée au départ uniquement en Suisse alémanique, la chaîne se lance en Suisse romande à partir de 2011.

## Histoire

### La première coopérative agricole suisse
Volg, abréviation de Verband ostschweizerischer landwirtschaftlicher Genossenschaften (Fédération des coopératives agricoles de Suisse orientale) est, à son origine, la première coopérative agricole de Suisse, fondée en 1886 à Winterthour. 
Volg se charge d'acheter la production agricole des membres de la coopérative, et de fournir les engrais, semences, fourrage, ainsi que les biens de consommation nécessaires à ses adhérents. En 1906, Volg regroupe déjà 149 coopératives locales et son chiffre d'affaires annuel s’élève à 6 millions de francs, pour atteindre près de 100 millions en 1945. Au début du XXe siècle, elle est la plus grande des coopératives agricoles suisses avec la Fédération des coopératives agricoles de Berne et environs. La VOLG est aussi la fédération de coopératives agricoles suisses la plus militante. Dans les années 1900, elle tente même de former un parti politique.
Les années 1970 et 1980 sont marquées par un processus de concentration et le nombre de membres des coopératives chute de 361, au milieu des années 1980, à 248 à la fin de l'année 1993. 

### Réorientation vers le commerce de détail
En 1993, Volg et cinq autres coopératives s'associent pour former la Fenaco (Groupe d'entreprises du secteur agricole suisse). Volg va alors donner son nom à une nouvelle chaîne de magasins de commerce de détail, situés essentiellement dans les localités rurales, et misant sur le concept de commerce de proximité.

#### Implantation en Suisse romande
Implantée au départ uniquement en Suisse alémanique, la chaîne commence à ouvrir des succursales en Suisse romande à partir de 2011. En effet cette année-là, Volg ouvre le premier magasin romand à Morgins en Valais.
Volg ouvre ensuite des points de vente dans les cantons de Vaud (Apples, Eclépens) et de Neuchâtel (Les Geneveys-sur-Coffrane). À partir de 2012, Volg commence à s'implanter dans le canton de Fribourg (Cheyres, Courtepin), notamment en transformant d'anciennes boulangeries.
En 2015, la chaîne reprend une trentaine de magasins Pam et Proxi, principalement situés en Valais,.

## Activités actuelles
Après la fusion de la coopérative Volg pour former Fenaco en 1993, l'enseigne Volg est devenue exclusivement celle de la nouvelle chaîne de magasins de commerce de détail, misant sur le commerce de proximité. La chaîne est établie dans tous les cantons suisses, excepté Genève, Bâle-Ville et le Tessin. 
En 2015, Volg disposait de plus de 560 magasins en Suisse. 
En 2020, le nombre de magasins Volg est de 588, dont 70 en Suisse romande. Volg fournit en outre 242 points de vente de détaillants indépendants et 94 rayons « TopShops » dans les stations-services Agrola. 
En janvier 2020, Volg annonce avoir enregistré en 2019 un chiffre d'affaires de 1,52 milliard de francs, soit une hausse de 1,1 % sur un an, pour la totalité des 913 points de vente.. Les détaillants indépendants approvisionnés par Volg annoncent un chiffre d'affaires de 68 millions, tandis que les 94 supérettes de station-service (les rayons « TopShops ») annoncent une hausse de 7 %, atteignant 289 millions de chiffre d'affaires.